# 第1特殊部隊連隊
第1特殊部隊連隊（だいいちとくしゅぶたいれんたい、1st Special Forces Regiment）は、第1特殊部隊コマンドの儀礼的部隊。

## 概要
現役及び州兵を含む7個の特殊部隊グループ（グリーンベレー）が、第1特殊部隊連隊の構成部隊に指定されている。これによって、全ての特殊部隊グループは、第1特殊部隊連隊の名の下に、作戦への従軍と、それに伴う戦闘における名誉の歴史を刻むこととなった。しかし、実際上は「連隊」としての機能は持っておらず象徴的な存在となっているため、多くの場合、組織編制図からは省かれている。

## 指定部隊
- 第1特殊部隊グループ（空挺）：1st Special Forces Group（Airborne）（1st SFG（A））
- 第3特殊部隊グループ（空挺）：3rd Special Forces Group（Airborne）（3rd SFG（A））
- 第5特殊部隊グループ（空挺）：5th Special Forces Group（Airborne）（5th SFG（A））
- 第7特殊部隊グループ（空挺）：7th Special Forces Group（Airborne）（7th SFG（A））
- 第10特殊部隊グループ（空挺）：10th Special Forces Group（Airborne）（10th SFG（A））
- 第19特殊部隊グループ（空挺）：19th Special Forces Group（Airborne）（19th SFG（A））- ユタ陸軍州兵
- 第20特殊部隊グループ（空挺）：20th Special Forces Group（Airborne）（20th SFG（A））- アラバマ陸軍州兵